# Herb gminy Sobienie-Jeziory
Herb gminy Sobienie-Jeziory – jeden z symboli gminy Sobienie-Jeziory, ustanowiony 30 czerwca 2011.

## Wygląd i symbolika
Herb przedstawia na tarczy  w polu niebieskim godło herbu rodowego Jezierskich – Nowina oraz złote jabłka.